# Sultania; Botanical Sciences Bulletin
Sultania; Botanical Sciences Bulletin (abreviado Sultania) es una revista con ilustraciones y descripciones botánicas que es publicada en Peshawar desde el año 1975.